# Igreja de Chuana
A Igreja de Chuana (em russo:  Шоанинский храм, em carachai-balcar:  Чууана клиса, em osseta:  Суаны Уастырджы) é uma igreja cristã que pertence à histórica diocese alaniana. A igreja foi construída no final do século X e está localizada no território da atual Carachai-Circássia, Rússia. O edifício tem um plano de cúpula cruzada, com uma cruz inscrita, que é uma variação da Igreja de Zelenchuk do Norte. 

## Localização
A igreja está localizada no sudeste do Monte Chuan (em carachai-balcar:  Чуўана), na margem esquerda do rio Kuban, em um local estrategicamente importante não muito longe da confluência dos dois rios: Kuban e Teberda (em russo:  Теберда). A igreja está localizada 7 km ao norte da cidade de Karachayevsk (em russo:  Карачаевск), acima da vila osseta em homenagem a Kosta Khetagurov. 

## Arquitetura
A igreja é construída de acordo com a tradição arquitetônica bizantina. Possui três absides, um pouco mais estreitos que as naves (das quais também existem três). É um edifício de cúpula cruzada, com quatro pilares quadrados com arcos de três estágios e uma cúpula. O comprimento do edifício de oeste para leste é de 12,9 m. A altura é igual ao comprimento, a largura ao longo da fachada ocidental é de 8,9 m. A igreja tem dois nártex abobadados fechados no extremo norte e sul. Não está claro qual era a forma original do telhado. No momento, existe um telhado de duas águas restaurado, mas há uma teoria sobre as telhas originais estarem repousadas em zacomari-frontões semicirculares.  O tambor é octaédrico e tem oito janelas, cada lado do tambor termina com a saliência em arquivolta nas mísulas apoiadas nos cantos. O tambor moderno não depende de nenhuma evidência científica.  O plintito, tradicional para edifícios bizantinos, é usado apenas nos arcos. O restante do edifício é composto de blocos de arenito com cal de processamento bruto, com um enchimento de concreto dentro da parede. As janelas estão abarrotadas não com um arco de plintita, mas com uma pedra com acabamento semicircular talhado. Inúmeros buracos para andaimes são visíveis na alvenaria, e no buraco na parte oeste da parede sul há até um pedaço de madeira que os construtores não puderam remover e simplesmente viram. Para a construção da igreja, foram necessárias substruções poderosas  . A decoração da fachada da igreja é muito modesta: há uma cornija feita de azulejos de pedra, pedras plintitas no tambor e cornija de pedra acima de algumas janelas. No exterior, a igreja estava coberta com uma fina camada de reboco (pode ser vista nos vazios entre alguns ladrilhos de pedra), e no interior estava rebocada e decorada com ornamentos. 

## História

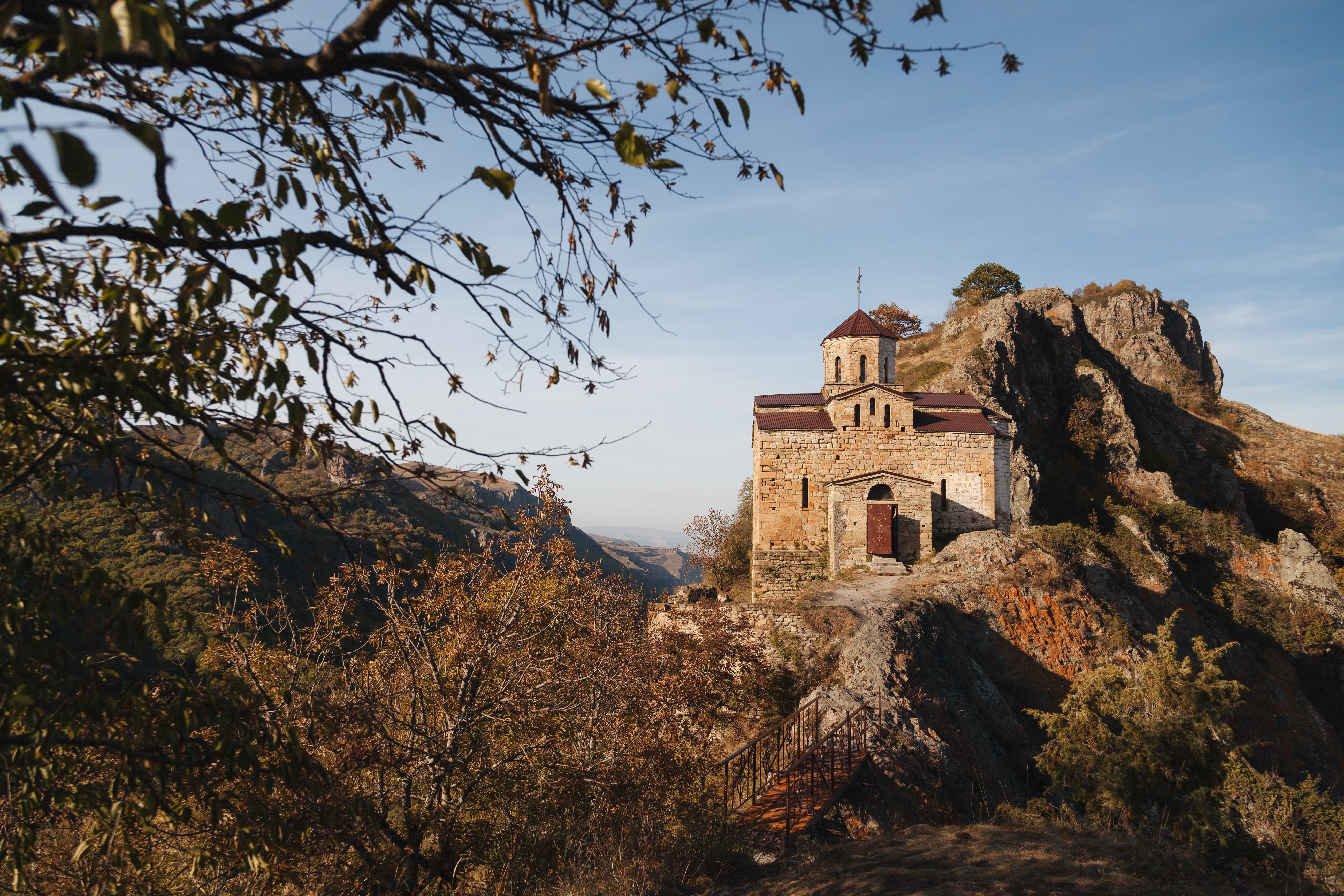
Vista do oeste

A encosta, na qual a igreja está localizada, era anteriormente densamente povoada, como evidenciado pelos restos de numerosos edifícios antigos. Embora a função original da igreja permaneça desconhecida,  um grande número de enterros foi encontrado no assentamento, bem como dentro da própria igreja. A Igreja Chuana é essencialmente uma cópia menor da Igreja de Zelenchuk do Norte (além de Chuana não ter Nártex e alpendre ocidental). Prova indiscutível de cópia é uma combinação característica das células do canto leste e do lado bema em um único compartimento com um arco cego na parede lateral.  Os historiadores russos A. Vinogradov e D. Beletsky acreditam que a igreja foi construída por construtores locais, que repetiram um padrão conhecido, mas eram tecnicamente mais bem treinados que os construtores anteriores e podiam interpretar livremente a forma escolhida. É muito difícil  associar os construtores a uma escola de arquitetura específica. Não há evidências escritas para datar com precisão a igreja. Somente o cenário pitoresco da igreja lança alguma luz sobre sua data. Os restos dos afrescos podem ser associados à segunda camada da pintura na Igreja de Sentí. Portanto, presumivelmente, a Igreja Chuana foi construída no final do século X - início do século XI. Assim, a Igreja de Chuan foi construída após as igrejas de Zelenchuk Central (950-960), Sentí (965) e Zelenchuk do Norte (final dos anos 960-970); pertence ao terceiro estágio da construção do templo em Alania, depois de retornar ao cristianismo por volta de 950.  No final do século XIX, a Igreja Chuana foi transformada na igreja do mosteiro Alexander-Athos. O templo foi rebocado novamente, o telhado foi substituído e as capelas foram reconstruídas. 
Em 2007, os moradores da vila de Kosta Khetagurov fizeram um reparo não autorizado da igreja após uma série de apelos ao governo da República de Karachay-Cherkessia. O reboco tardio no interior da igreja foi praticamente derrubado; sob esse reboco foi encontrado o reboco original. Como resultado, uma parte desse revestimento original foi perdida e hoje em dia nas peças recém-descobertas há restos de pinturas decorativas antigas. Há também inscrições gregas, árabes, georgianas, armênias e russas de várias épocas e numerosos sinais ancestrais do norte do Cáucaso - tanga.  A parte oriental da igreja, mais próxima da vila, estava caiada. Em 30 de abril de 2011, pessoas desconhecidas incendiaram o templo, mas este foi rapidamente eliminado e o interior e os ícones não foram danificados. 
Em 16 de fevereiro de 2016, na Rússia, foi lançada uma moeda comemorativa de prata dedicada à Igreja Chuana. 